# Филип Кристоф фон Тун
Филип Кристоф фон Тун (на немски: Philipp Christoph von Thun; * 17 септември 1681 във Фрибом; † сл. 1738) е благородник от стария род фон Тун, господар в Пленин в Мекленбург-Предна Померания.
Той е син на Кристиан Хайнрих фон Тун и съпругата му Анна София фон Бюлов, дъщеря на Вико фон Бюлов (1620 – 1695) и Доротея фон Оертцен (1620 – 1695).

## Фамилия
Филип Кристоф фон Тун се жени ок. 1715 г. за Доротея Магдалена фон Халберщат (* 28 декември 1696, Шверин; † сл. 1741), сестра на Фридрих Вилхелм фон Халберщат (1694 – 1751), дъщеря на Ото Кристоф фон Халберщат (1654 – 1713) и съпругата му Мария Катарина фон Паркентин (1664 – сл. 1710). Те имат син и дъщеря:
- Ото Балтазар фон Тун (* 5 септември 1721 в Шосин; † 28 юни 1793, Врицен), пруски генерал-лейтенант, женен 1745 г. за Шарлота Шолтц фон Либенек; имат син и две дъщери
- Каролина (Шарлота) Катарина Хенриета фон Тун (* 22 януари 1753, Грюнберг; † 23 февруари 1820, Бреслау, Долнослаские, Полша), омъжена на 24 юли 1777 г. във Врицен за Карл Фридрих Вилхелм фон Ланге (* 9 март 1735, Соест; † 18 август 1803, Берлин)